# واسکاژو
واسکاژو (به لاتین: Łaskarzew) یک منطقهٔ مسکونی در لهستان است که در شهرستان گاروولین واقع شده‌است. واسکاژو ۴٬۹۰۸ نفر جمعیت دارد.